# Tir lliure (futbol)
|  | Per a altres significats, vegeu «Tir lliure (bàsquet)». |

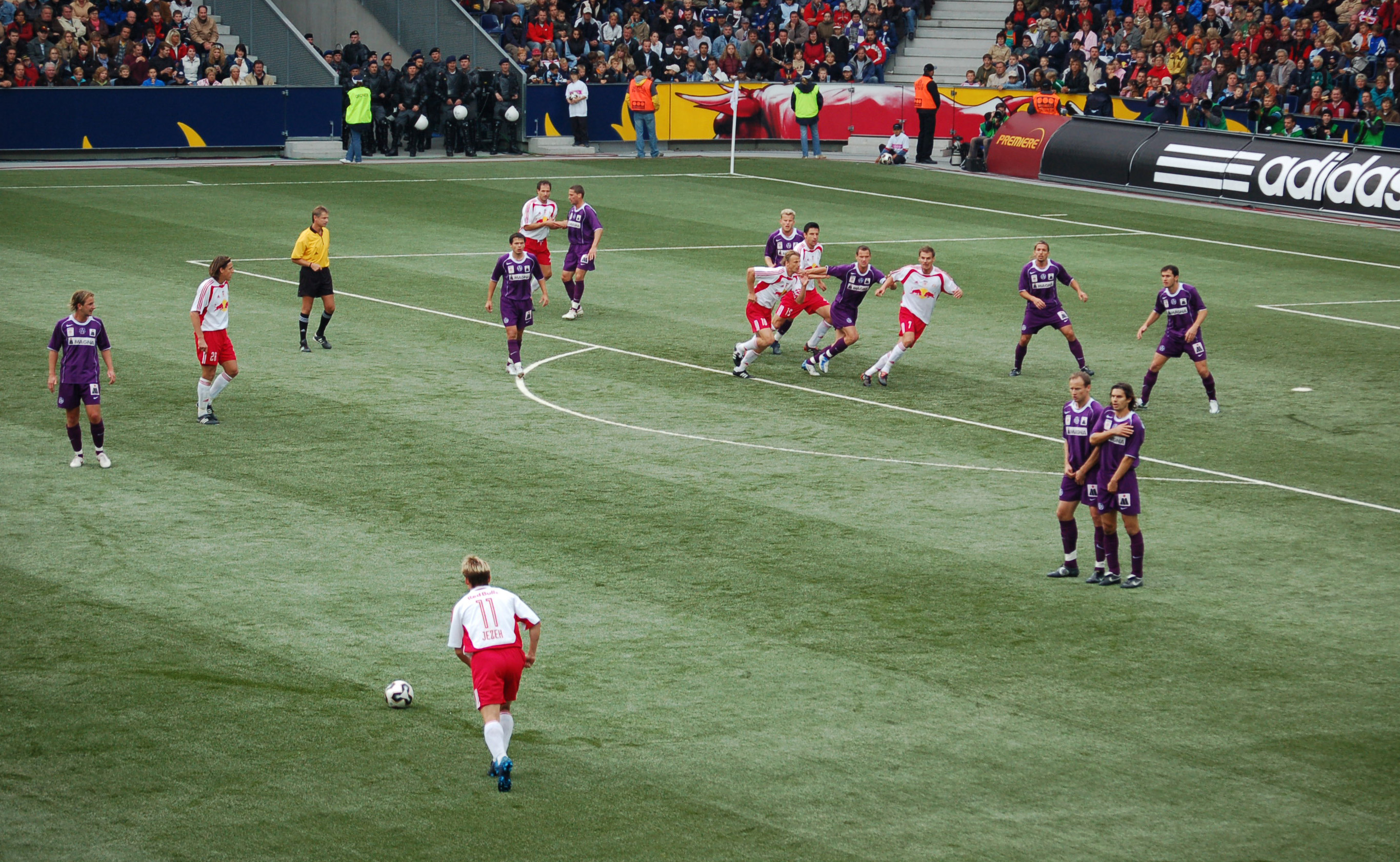
Llançament directe de falta.

En futbol, un tir lliure és una forma de reprendre el joc després d'una falta.
La pilota haurà d'estar immòbil quan es llança el tir i l'executor no podrà tornar a jugar la pilota abans que aquesta l'hagi tocada un altre jugador. En un tir lliure es posarà una barrera a 9,15 m d'on es col·loqui la pilota, i el nombre de jugadors que conformen la barrera serà el que triï el porter. El tir lliure directe és un llançament directe a la porteria de l'equip contrari, a diferència d'un tir lliure indirecte, en el qual s'ha de fer una passada a un altre jugador abans de poder tornar a tocar la pilota. Per evitar que els jugadors de la barrera de defensa escurcin la distància amb la pilota aturada mitjançant petits passos l'àrbitre pot assenyalar el correcte distanciament reglamentari mitjançant l'ús d'un aerosol evanescent.

## Tipus de tir lliure
Els tirs lliures són directes i indirectes. Tant per als tirs lliures directes com els indirectes, la pilota haurà d'estar immòbil quan es llança el tir i s'executarà des del lloc on ocorre la infracció. A més, l'executor no podrà tornar a jugar la pilota abans que aquesta hagi tocat a un altre jugador.

### Tir lliure directe

L'equip defensor (vermells) tracta de parar el xut de falta amb una barrera de jugadors.

El tir lliure directe és un llançament directe a la porteria de l'equip contrari sense necessitat de passar-la a cap company. Si la falta es comet fora de l'àrea, l'equip rival pot formar una barrera, tot i que el jugador que xuta la falta pot decidir xuta abans que aquesta es formi sempre que no hagi demanat distància a l'àrbitre principal. Si la falta es comet dins de l'àrea rival, l'àrbitre xiularà penal i es llançarà des del punt dels 11 m de distància de la porteria contrària.

### Tir lliure indirecte

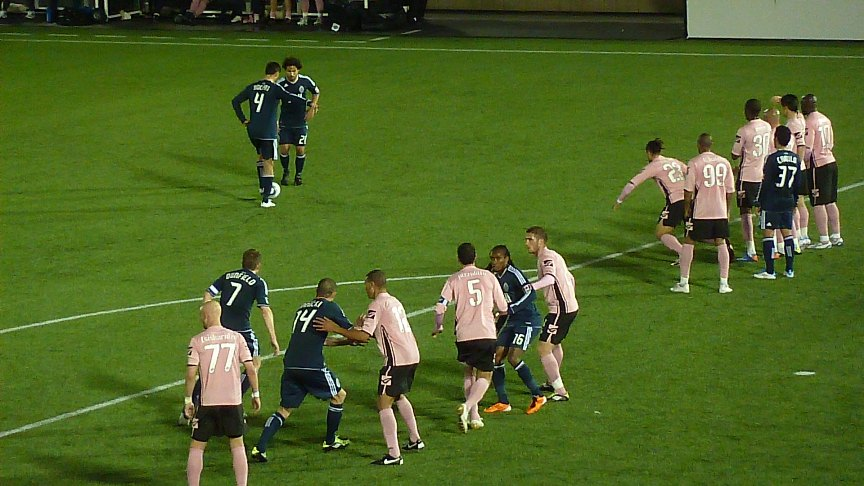
Exemple de tir lliure indirecte en el que un jugador toca la pilota perquè el seu company efectuï un llançament a porteria.

El tir lliure indirecte requereix que l'encarregat de xutar la falta hagi de fer una passada a un altre jugador abans de poder tornar a tocar la pilota.
L'àrbitre indicarà un tir lliure indirecte aixecant el braç en alt per sobre del seu cap. Haurà de mantenir el seu braç en aquesta posició fins que el tir hagi estat executat i conservar el senyal fins que la pilota hagi tocat a un altre jugador o hagi sortit del terreny de joc.
El gol serà vàlid si la pilota és tocada per dos jugadors abans d'entrar a la porteria contrària (cal ressaltar que si la pilota és tocada per un adversari o pel porter rival abans que la pilota entri, comptarà com a gol). Si s'introdueix directament a la porteria contrària un tir lliure indirecte jugat amb el peu, es concedirà servei de porta.
Segons indica la Regla 13 de les Regles del Futbol oficials de la FIFA, l'àrbitre ha de concedir un tir lliure indirecte a l'equip contrari si el porter, dins la seva pròpia àrea de penal, comet qualsevol de les següents infraccions:
- Trigar més de sis segons en posar la pilota en joc després d'haver-la controlada amb les mans.
- Tornar a tocar la pilota amb les mans després d'haver-la posada en joc i sense que qualsevol altre jugador l'hagi tocada.
- Tocar la pilota amb les mans després que un jugador del seu equip l'hi hagi passada amb el peu.
- Toca la pilota amb les mans després d'haver-la rebuda directament d'un servei de banda executat per un company.

També ha de concedir un tir lliure indirecte a l'equip contrari si, segons el seu parer, un jugador:
- Juga de forma perillosa.
- Obstaculitza l'avançament d'un adversari.
- Impedeix que el porter pugui treure la pilota amb les mans.
- Comet qualsevol altra infracció que no hagi estat anteriorment esmentada en la regla 12 i per la qual el joc hagi de ser interromput per amonestar-lo expulsar-lo.

## Contravencions / sancions
Si en executar un tir lliure un adversari es troba més a prop de la pilota que la distància reglamentària es repetirà el tir. Així mateix, si l'equip defensor llança un tir lliure jugat amb el peu des de la seva pròpia àrea sense que la pilota entri directament en joc es repetirà el tir.

### Tir lliure llançat per qualsevol jugador excepte el porter
Si la pilota està en joc i l'executor del tir toca per segona vegada la pilota (excepte amb les seves mans) abans que aquesta hagi tocat un altre jugador, es concedirà un tir lliure indirecte a l'equip contrari, que es llançarà des del lloc on es comet la infracció.
Si la pilota està en joc i l'executor del tir toca intencionadament la pilota amb les mans abans que aquest hagi tocat a un altre jugador, es concedirà un tir lliure directe a l'equip contrari, que es llançarà des del lloc on es comet la infracció o es concedirà penal si la infracció es comet dins de l'àrea de l'executor.

### Tir lliure llançat pel porter
Si la pilota està en joc i el porter toca per segona vegada la pilota (excepte amb les seves mans) abans que aquesta hagi tocat un altre jugador, es concedirà un tir lliure indirecte a l'equip contrari, que es llançarà des del lloc on es comet la infracció.
Si la pilota està en joc i el porter toca intencionadament la pilota amb la mà abans que aquesta hagi tocat un altre jugador: si la infracció ocorre fora de l'àrea del porter, es concedirà un tir lliure directe a l'equip contrari, que es llançarà des del lloc on es va cometre la infracció; si la infracció ocorre dins de l'àrea del porter, es concedirà un tir lliure indirecte a l'equip contrari, que es llançarà des del lloc on es comet la infracció.